# Rio Wei
O rio Wei é um curso de água, afluente do rio Amarelo situado no centro-norte da República Popular da China. Percorre as províncias de Gansu e Shaanxi. Nasce nas montanhas Niaoshu em Weiyuan na Província de Gansu e flui para o leste, passa pelas montanhas Qin (Tsinling) e, em seguida, percorrer o sopé norte dessas montanhas. Entra na Província de Shaanxi, para passar ao norte de Xi'an e de Huayin antes de entrar desaguar no rio Huang He em Tongguan. Seu comprimento total é de aproximadamente 860 km. Sua bacia de drenagem é formada quase inteiramente por afluentes que fluem do norte e é dividida em três grandes áreas: a região montanhosa e o árido planalto no oeste, as longas cadeias de montanhas em Gansu; o árido platô em Shaanxi, que é coberto com os sedimentos pelo vento fino; e a planície de inundação no curso inferior do rio. Seus principais afluentes em Shaanxi são o rio Jing e o rio Luo.
Historicamente, o vale do rio Wei foi o primeiro centro da civilização chinesa e até o século X foi o local de uma sucessão de capitais. A área em torno da junção do rio Jing e do rio Wei também foi o local dos primeiros trabalhos de irrigação ambiciosos na China, os sistemas de canais Báigong e Chenggong, construídos no século III a.C. O Wei e seus afluentes carregam uma carga de lodo pesado o que dificultou sua utilização como hidrovias. Para suprir as cidades na área de Xi'an, foram construídos canais em paralelo com o rio, desde o Século I AC, na época da dinastia Han (206 a.C - ad 220). O canal mais antigo caiu em desuso, mas outro canal foi construído durante a dinastia Sui (581-618).
Na primavera de 1862, em seu vale, teve início a Revolta Dungan